# Лубумбаши (аэропорт)
Международный аэропорт Лубумбаши (фр. Aéroport international de Lubumbashi) (ИАТА: FBM, ИКАО: FZQA) — расположен в одноимённом городе Лубумбаши, на юге Демократической Республики Конго.

## История
Международный аэропорт Лубумбаши был основан в колониальные времена как аэропорт Элизабетвиль. Также он был известен как аэропорт Луано. Строительство было начато в 1953 году.
Во врем Катангской войны аэропорт играл важную роль. После захвата силами ООН аэропорт служил базой против сепаратистского правительства.

## Происшествия
- 15 сентября 1961 года самолет Fouga CM.170 Magister ВВС Катанги сбросил на аэропорт две 100-фунтовые бомбы, одна из которых попала прямо в самолет DC-4-1009, принадлежащий Air Katanga с регистрационным номером OO-ADN. Пострадавших не было, но самолет списали.
- В декабре 2001 года самолет Air Katanga Douglas C-53-DO ZS-OJD был списан в результате аварии при посадке в аэропорту Лубумбаши после рейса, вылетавшего из Южной Африки.
- 4 марта 2018 года грузовой самолет Boeing 737-300, принадлежащий авиакомпании Serve Air, при посадке выехал за пределы взлетно-посадочной полосы, что привело к частичной блокировке аэропорта.